# Raidió Teilifís Éireann
53°18′53″ пн. ш. 6°13′26″ зх. д. / 53.31472° пн. ш. 6.22389° зх. д.
Raidió Teilifís Éireann (ірл. ['radʲo 'tʲɛlʲəfʲi:ʃ 'e:rʲən]слухатиⓘ — Ра́дйо-Тьєльєфіш-Ер'єн; RTÉ; англ. Radio [and] Television of Ireland, укр. Радіо [і] телебачення Ірландії) — державна телерадіомовна компанія Ірландської республіки. Вперше почала передавати радіотрансляції 1 січня 1926, регулярне телемовлення почалось 31 грудня 1961. Керівництво компанії призначається урядом Ірландії. Попередниця РТЕ — Radio Éireann, була одною з 26 компаній, які заснували в 1950 Європейський телерадіомовний союз.

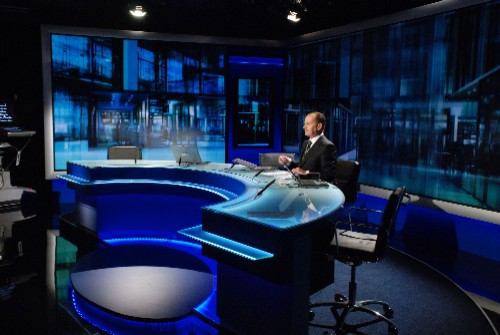
Студія новин компанії в 2009 році

## Див.також
- Список телепрограм RTÉ List of programmes broadcast by RTÉ[en]